# Pante Pirak (Matangkuli)
Pante Pirak is een bestuurslaag in het regentschap Aceh Utara van de provincie Atjeh, Indonesië. Pante Pirak telt 117 inwoners (volkstelling 2010).